# Zimowe Igrzyska Azjatyckie 2017
VIII Zimowe Igrzyska Azjatyckie – zawody sportowe państw azjatyckich, które odbyły się w dniach 19–26 lutego 2017 w japońskim mieście Sapporo. Były to trzecie w historii igrzyska azjatyckie organizowane w tym mieście, poprzednio Sapporo gościło sportowców w latach 1986 i 1990.

## Wybór gospodarza
Podczas poprzednich zimowych igrzysk azjatyckich w Ałmaty w dniu 31 stycznia 2011 na gospodarza igrzysk wybrano Sapporo. Japońskie miasto było jedynym kandydatem do organizacji imprezy.

## Rozgrywane dyscypliny

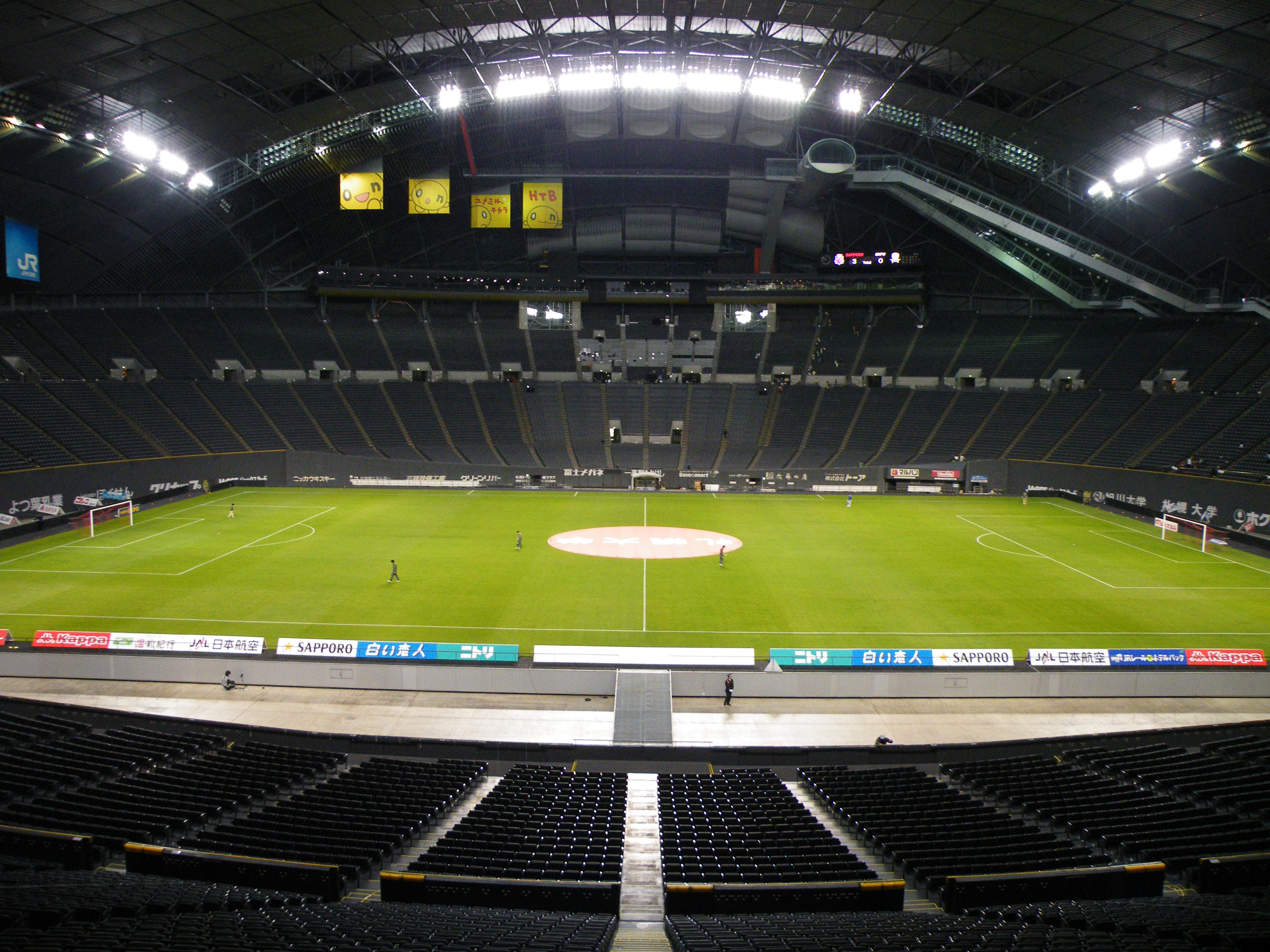
Sapporo Dome – miejsce ceremonii otwarcia igrzysk

Uczestnicy zimowych igrzysk w Sapporo w 2017 roku rywalizowali w 64 konkurencjach w 11 dyscyplinach sportowych. W porównaniu do poprzednich igrzysk ubyło pięć konkurencji. Zrezygnowano z organizacji turnieju bandy.
| - Biathlon (7) - Biegi narciarskie (10) - Curling (2) - Hokej na lodzie (2) - Łyżwiarstwo figurowe (4) - Łyżwiarstwo szybkie (14) | - Narciarstwo alpejskie (4) - Narciarstwo dowolne (4) - Short track (8) - Skoki narciarskie (3) - Snowboard (6) |

## Państwa uczestniczące

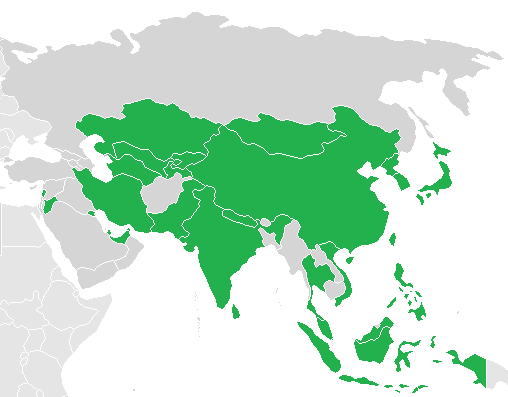
Państwa uczestniczące

W igrzyskach uczestniczyli reprezentanci 32 narodowych komitetów olimpijskich. Sri Lanka, Timor Wschodni, Turkmenistan oraz Wietnam zadebiutowali w tej imprezie. Po uczestnictwie w poprzedniej edycji Afganistan, Bahrajn i Palestyna nie zgłosiły żadnego zawodnika. Po absencji w Ałmaty wróciły reprezentacje Makau oraz Pakistanu. Początkowo w turnieju hokejowym mężczyzn miała uczestniczyć reprezentacja Bahrajnu. Przez spadek cen ropy naftowej jednak drużyna ta nie otrzymała dotacji od rządu na transport do Japonii.
Do udziału w zawodach zostały zaproszone także wszystkie Narodowe Komitety Olimpijskie Oceanii, które miały prawo wystawić swoich zawodników wyłącznie w konkurencjach indywidualnych – sportowcy z tego regionu nie mogli jednak zdobyć medali tej imprezy.

## Tabela medalowa
Legenda:
     Organizator igrzysk (Japonia)
| Miejsce | Państwo          | Złoto | Srebro | Brąz | Razem |
| ------- | ---------------- | ----- | ------ | ---- | ----- |
| 1.      | Japonia          | 27    | 21     | 26   | 74    |
| 2.      | Korea Południowa | 16    | 18     | 16   | 50    |
| 3.      | Chiny            | 12    | 14     | 9    | 35    |
| 4.      | Kazachstan       | 9     | 11     | 12   | 32    |
| 5.      | Korea Północna   | 0     | 0      | 1    | 1     |
| Razem   | Razem            | 64    | 64     | 64   | 192   |